# Kevin Cramer
Kevin Cramer (* 21. ledna 1961 Rolette, Severní Dakota) je americký politik za Republikánskou stranu, v letech 2013–2019 byl poslancem Sněmovny reprezentantů za Severní Dakotu. V roce 2018 kandidoval do Senátu Spojených států amerických proti obhajující Heidi Heitkampové z Demokratické strany. Volby dne 6. listopadu 2018 přesvědčivě vyhrál a od ledna 2019 je členem Senátu USA. Mandát poté obhájil i ve volbách v roce 2024.

## Vzdělání a politická kariéra
V roce 1983 získal titul bakaláře na Concordia College a následně se zapojil do práce v Republikánské straně. V letech 1991 až 1999 byl předsedou její odnože v Severní Dakotě. Do Sněmovny reprezentantů neúspěšně kandidoval za Severní Dakotu už v letech 1996 a 1998, kdy jej porazil Earl Pomeroy. Úspěšnou sérii kandidatur uskutečnil až v letech 2012, 2014 a 2016.

## Soukromý život
Kevin Cramer je ženatý. S manželkou Kris mají pět dětí a také pět vnoučat.